# Silická Jablonica
Silická Jablonica es un municipio del distrito de Rožňava en la región de Košice, Eslovaquia, con una población estimada a final del año 2024 de 172 habitantes.
Se encuentra ubicado al oeste de la región, en la cuenca hidrográfica del río Hernád, y cerca de la frontera con la región de Banská Bystrica y Hungría.

## Demografía
| Año        | 1994 | 2004     | 2014     | 2024     |
| ---------- | ---- | -------- | -------- | -------- |
| Población  | 281  | 231      | 194      | 172      |
| Diferencia |      | −17,79 % | −16,01 % | −11,34 % |

| Año        | 2023 | 2024    |
| ---------- | ---- | ------- |
| Población  | 179  | 172     |
| Diferencia |      | −3,91 % |